# Bruno Matassini
Bruno Matassini (Meleto Valdarno, 22 novembre 1941) è un ex calciatore italiano, di ruolo attaccante.

## Carriera
Dopo un campionato di Serie C disputato nel 1962-1963 con la Cremonese, nella stagione 1963-1964 ha giocato 5 partite in Serie A con la maglia della SPAL, segnando anche un gol contro il Milan.